# اورت توب
اورت اکسل توب (به سوئدی: Evert Axel Taube) (زاده ۱۸۹۰ - درگذشته ۱۹۷۶) هنرمند، نویسنده و آهنگساز سوئدی بود. وی بیشتر با ترانه‌های فولکورش و به عنوان یکی از معروفترین موسیقیدانان سوئد شناخته شده‌است.

## زندگی‌نامه
اورت توب در شهر یوتبری سوئد و در خانواده معروف آلمانی - بالتیکی توب متولد شد. در سال ۱۹۵۲ با آستری برگمان (Astrid Bergman) مجسمه‌ساز و نقاش ازدواج کرد.

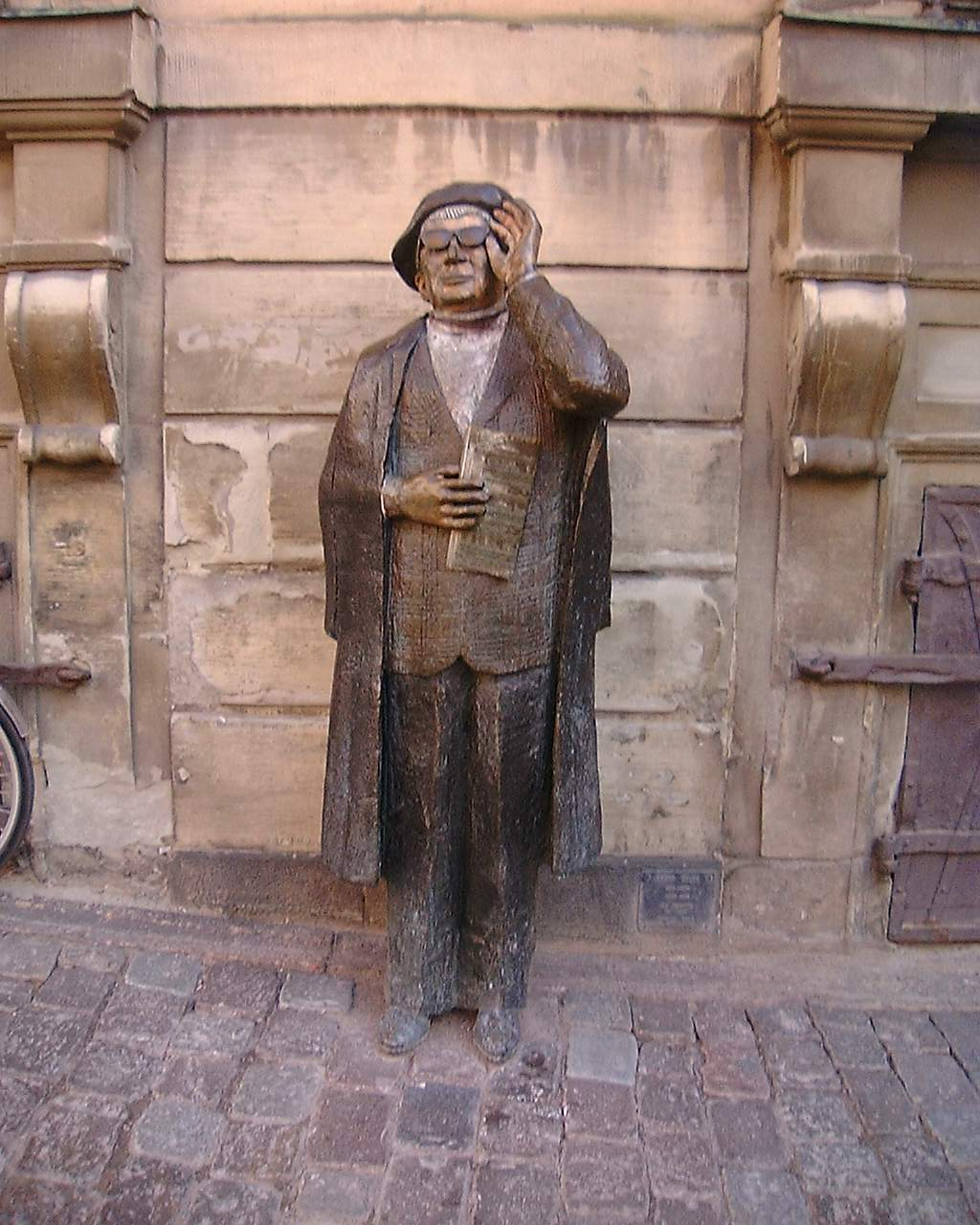
مجسمه اورت تُب در استکهلم